# Synagoge Neustadtgödens

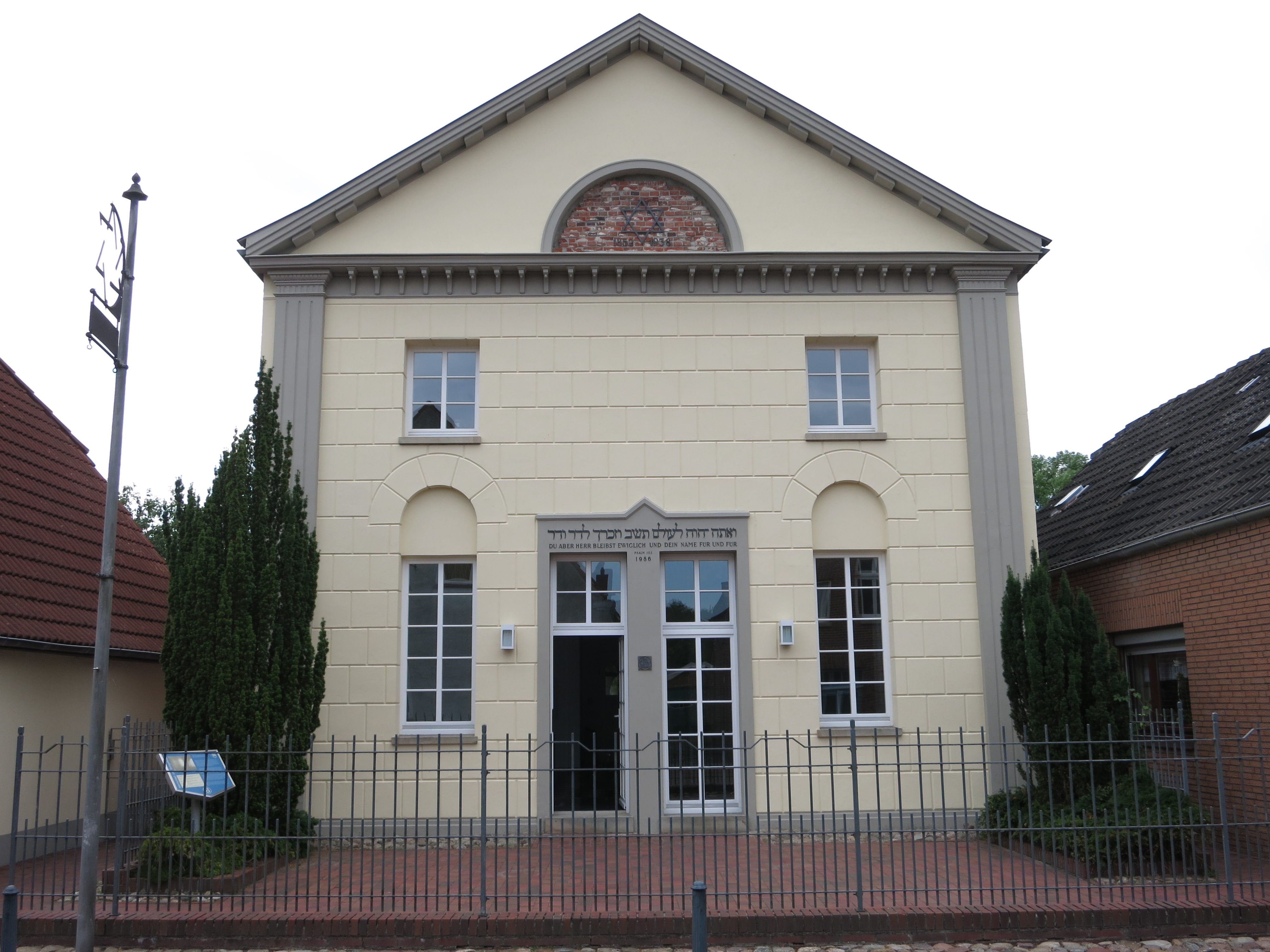
Außenansicht der Synagoge

Die ehemalige Synagoge in Neustadtgödens ist eine weitgehend im Originalzustand erhaltene Synagoge in Ostfriesland. Die Jüdische Gemeinde Neustadtgödens ließ sie im Jahre 1852 errichten. Das Gebäude diente bis 1902 auch den Juden aus dem benachbarten Wilhelmshaven als Gotteshaus. Seit Ende des 19. Jahrhunderts bewirkten wirtschaftliche Gründe einen verstärkten Wegzug von Juden (wie auch nichtjüdischen Bevölkerungsteilen) aus Neustadtgödens. In der Zeit des Nationalsozialismus war die Gemeinde so stark geschrumpft, dass die Zahl der Gottesdienstbesucher nicht mehr ausreichte. Am 15. März 1936 gab die Gemeinde die Synagoge mit einem Abschiedsgottesdienst auf. Danach ging das Gebäude in Privatbesitz über und überstand so die Novemberpogrome 1938. Seit dem 10. Juli 2015 ist das Gebäude als Erinnerungsort ehemalige Synagoge in Neustadtgödens wieder für die Öffentlichkeit geöffnet.

## Geschichte

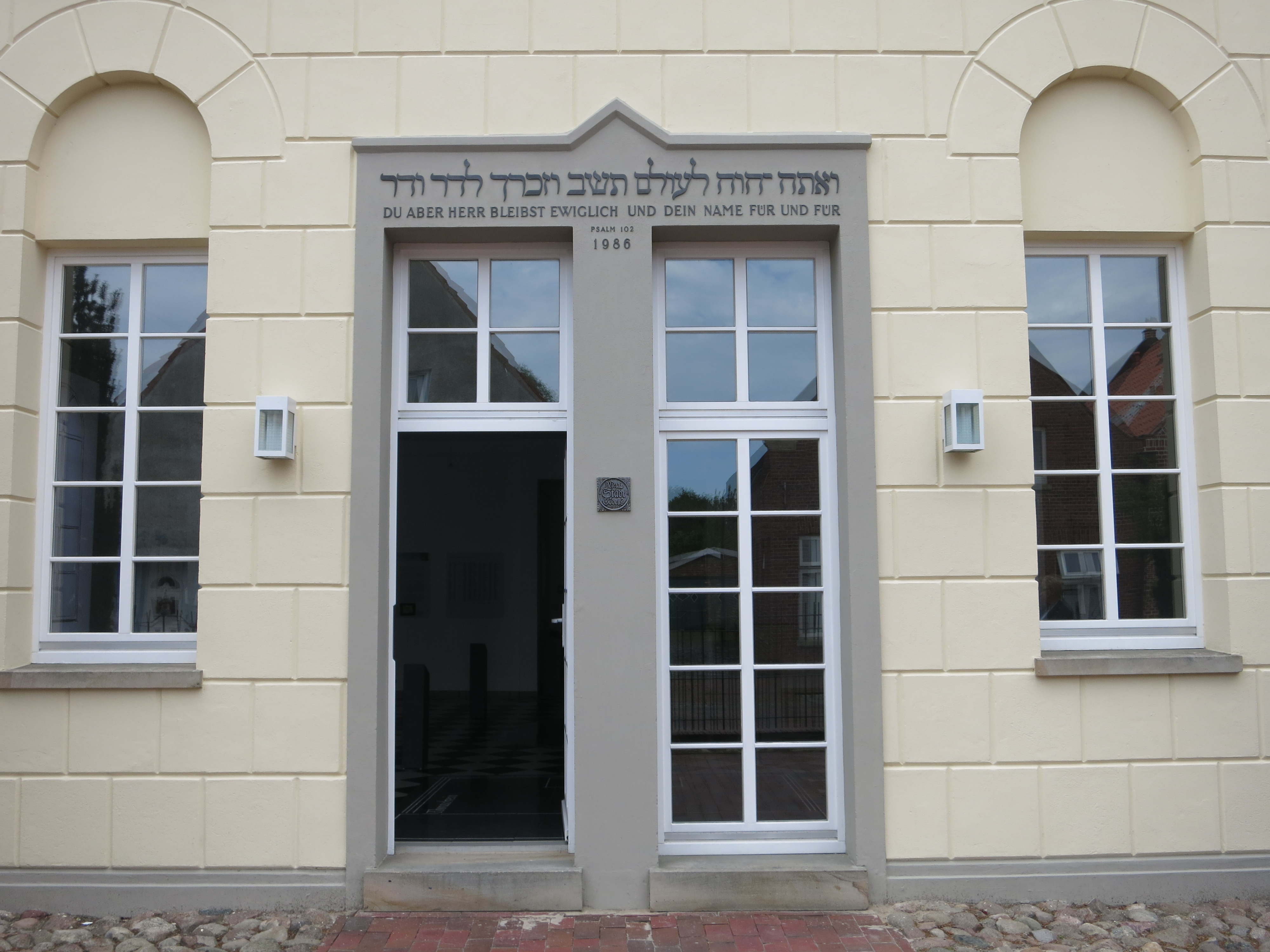
Heutiger Haupteingang

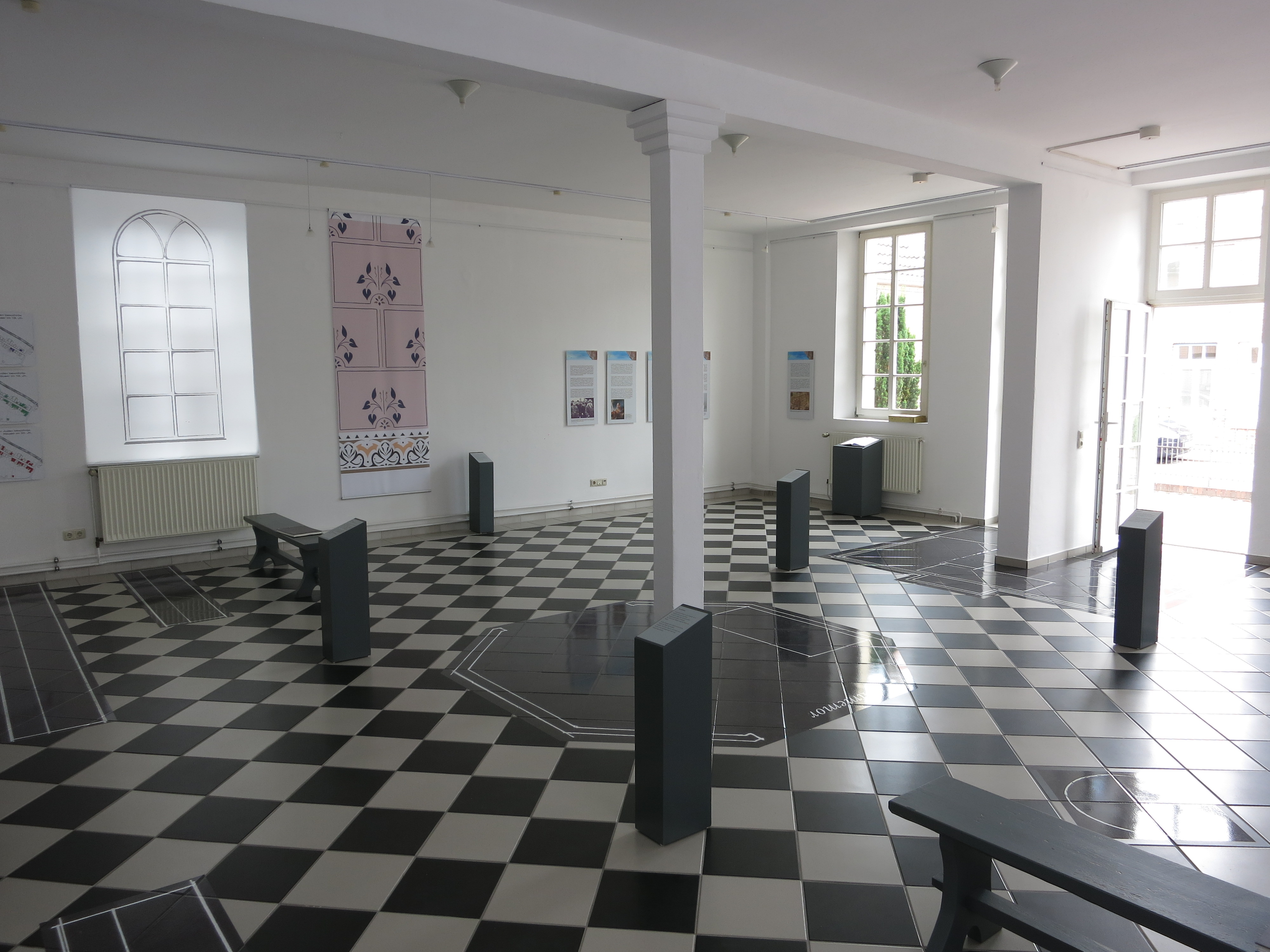
Innenraum nach der Neugestaltung als Erinnerungsort

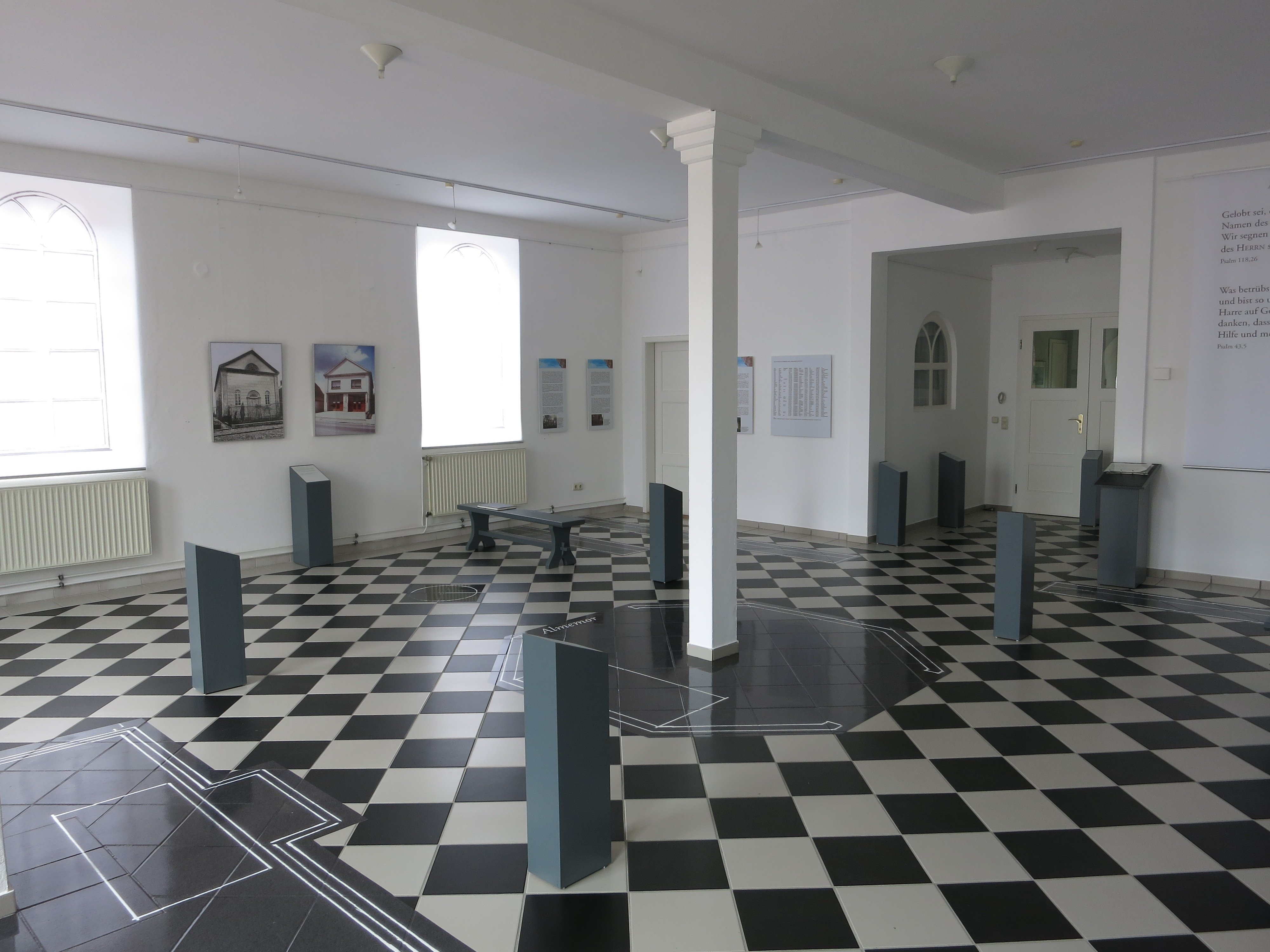
Innenraum nach der Neugestaltung als Erinnerungsort

Graf Burchard Phillip von Frydag, Besitzer der Herrlichkeit Gödens, erlaubte den jüdischen Einwohnern von Neustadtgödens 1708 in einem Schutzbrief die Einrichtung einer Synagoge und des Friedhofes. Ab 1742 gab es zeitweise einen Rabbiner vor Ort. 1752 wird erstmals eine Synagoge erwähnt. Sechs Jahre später heißt es 1758, das Gotteshaus stehe „auf herrschaftlichem Boden“. Aus dem Jahr 1830 liegt ein Ortsplan vor, in dem der Israeliten Kirch eingezeichnet ist. Vermutlich ist dies die alte Synagoge.
1852/53 ließ die Gemeinde ihr altes Bethaus abreißen und errichtete an gleicher Stelle die bis heute erhaltenes Synagoge. Diese diente auch den Juden aus dem nahe gelegenen Wilhelmshaven als Gotteshaus, ehe diese im Jahre 1902 eine eigene Synagoge errichteten. Von 1812 bis 1922 gab es auch eine eigene Schule neben der Synagoge.
Nach 1933 konnte die Gemeinde die Synagoge in Neustadtgödens kaum noch nutzen, da sie die erforderliche Zahl von zehn männlichen Gottesdienstbesuchern für einen Minjan nicht mehr erreichte. Inzwischen zeigte das Gotteshaus zudem Verfallserscheinungen. Möglicherweise war die angebliche Baufälligkeit aber nur ein vorgeschobener Grund für die nationalsozialistischen Behörden, um die Schließung des Gebäudes anordnen zu können, denn „Gebäude und Dach erwiesen sich später als stabil“. Die Gemeinde gab die Synagoge dennoch am 15. März 1936 mit einem feierlichen Gottesdienst unter der Beteiligung von Landesrabbiner Dr. Samuel E. Blum aus Emden (1883–1951) auf.
Am 27. Juni 1938 verkaufte die Gemeinde das Gebäude für 2.500 RM an einen Tischler aus Wilhelmshaven, der dort laut einer Zeitungsmeldung Wohnungen einbauen wollte. In einem anderen Zeitgenössischen Bericht heißt es, in dem Gebäude befände sich ein Farbenlager. Dieser Umstand sollte zumindest das Gebäude beim Novemberpogrom 1938 schützen. Aus Angst vor einer größeren Explosion in der eng bebauten Kirchstraße verzichteten die Nationalsozialisten auf das Niederbrennen. Auf diese Weise blieb das Gebäude erhalten und überstand die Reichspogromnacht vom 9. November 1938 ohne größere Schäden. Was mit dem Inventar geschah, ist bis heute ungeklärt.
Nach 1945 wurde das Gebäude als Wohnhaus genutzt. Ab etwa 1986 gab es aus thermischen Gründen eine Zwischendecke in dem Gebäude. Im Jahre 1962 erwarb es die damalige Gemeinde Gödens und ließ es grundlegend umgestalten. Dabei wurde die Schaufassade an der Ostseite weitestgehend durch zwei in die Wand gebrochene LKW-Garagentore zerstört. Eine neue Zwischendecke aus Beton machte das Obergeschoss als Wohnraum nutzbar. Die Gemeinde nutzte den Bau anschließend bis 1986 als Feuerwehrgeräte- sowie als Wohnhaus. In den Jahren 1986 bis 1988 ließ die Gemeinde Sande, der die Gemeinde Gödens seit dem 1. Juli 1972 angehört, das Gebäude mit öffentlichen Mitteln restaurieren. Insgesamt investierte die Kommune rund 270.000 DM. Der Innenraum wurde dabei komplett neugestaltet. Aufgrund der erhaltenen Gebäudesubstanz konnte es von außen weitgehend in Anlehnung an den Bauzustand von 1852/53 rekonstruiert werden und ist seither „als die einzig sichtbare (klein)städtische Synagoge des gesamten nordwestdeutschen Raums“ ein wertvolles Bau- und Kulturdenkmal.
Aus finanziellen Gründen verzichtete die Gemeinde jedoch auf die Einrichtung eines Erinnerungsortes. Von 1986 bis 2001 befanden sich im Erdgeschoss der Ausstellungsraum der Galerie Schlieperder für Künstlerausstellungen sowie eine Wohnung im Obergeschoss. Im Jahre 2002 verkaufte die Gemeinde Sande die ehemalige Synagoge an einen Privatmann aus Westfalen. Eine Nutzung des denkmalgeschützten Hauses als Gaststätte oder Spielhalle schloss die Kommune per Grundbucheintrag aus und vereinbarte mit dem Käufer der Immobilie, dass „der Charakter des Hauses erhalten bleibt“. Der neue Eigentümer plante eine Nutzung des Gebäudes als Wohn- und Ausstellungsgebäude für antiquarisches Automobil- und Eisenbahnspielzeug.
Seit 2013 klärt eine Hinweistafel am Gebäude über die Geschichte der Synagoge auf. Sie befindet sich in Privatbesitz. Das Erdgeschoss ist seit Juli 2015 im Rahmen von Führungen zugänglich.

## Ausstellung
Die Synagoge befindet sich in Privatbesitz. Die Eigner nutzen das Obergeschoss als Ferienwohnung. Das Erdgeschoss ist seit Juli 2015 im Rahmen von Führungen durch Neustadtgödens wieder öffentlich zugänglich. Die neue Schau im Erdgeschoss des Gebäudes ist ein Kulturprojekt des Zweckverbandes Schlossmuseum Jever, der Gemeinde Sande und des Landkreises Friesland. Die Kosten des Projektes werden vom Zweckverband getragen. Im Rahmen der Dauerausstellung werden Rekonstruktionszeichnungen und historische Außen- und Innenaufnahmen sowie andere Erinnerungsstücke auf einer Fläche von 80 Quadratmetern gezeigt. Infotafeln, welche die Initiatoren in Zusammenarbeit mit der jüdischen Gemeinde in Oldenburg erstellen, erläutern die Geschichte des Hauses und der örtlichen jüdischen Gemeinde vom Ende des 17. Jahrhunderts bis zur Deportation und Ermordung der letzten jüdischen Einwohner von Neustadtgödens in den Jahren 1941/42. Besucher sollen sich so über Ausstattung und Möblierung der Synagoge informieren und auch ohne eine Rekonstruktion erkennen können, wo sich der Thora-Schrein, das Lesepult oder die Empore für die Frauen befanden. Die Projektpartner planen eine Kooperation mit den weiterführenden Schulen im Landkreis Friesland und darüber hinaus. Zudem soll die Synagoge in das kulturtouristische Konzept der Gemeinde Sande und des Landkreises Friesland eingebunden werden und sich an Gemeinschaftsprojekten der Oldenburgischen und Ostfriesischen Landschaft beteiligen.

## Baubeschreibung
Die Synagoge Neustadtgödens entstand im Typus einer kleinen Stadtsynagoge im damals gerade aufgekommenen klassizistischen Rundbogenstil. Vermutlich orientierten sich die Bauentwürfe im Rundbogenstil an einem Planungsentwurf von Hofbaumeister Karl Friedrich Schinkel für kleine protestantische Kirchen in Diasporagemeinden. Vor der Synagoge gibt es im Bereich des heutigen Einganges einen etwa 5,50 Meter breiten Vorhof, der einst mit einem etwa 1,80 Meter hohen Ziergitter von der Straße abgetrennt war.
Das Bauwerk ist 15,30 Meter lang, 9,60 Meter breit und etwa zehn Meter hoch. Nach oben ist es mit einem flachgeneigten Satteldach abgeschlossen. Dieses ist auf der rückwärtigen Seite abgewalmt und mündet zur Straßenseite in einen Dreiecksgiebel. Die Fassade an der Schauseite wird durch zwei Kolossalpilaster eingefasst. Ursprünglich befanden sich hebräische Inschriften in Rundbogen und Giebel sowie ein Davidstern als Giebelkrönung an dem Gebäude. Diese sind heute bis auf den Davidstern nicht mehr erhalten. Im Zentrum der Schauseite, dort wo sich heute der Eingang befindet, gab es ursprünglich zwei kleinere, mit einem Rundbogen verbundene Säulen. Sie markierten den Bereich, auf dem der Thoraschrein im Innenraum stand. Dieser ist nach Jerusalem, also nach Osten ausgerichtet.
Zu Zeiten seiner Nutzung als Synagoge hatte das Gebäude zwei Eingänge: Den für Männer an der Westseite sowie der für Frauen an der Südseite. Beide führten in einen Vorraum, von dem die Gläubigen entweder in den Hauptraum (Männer) oder auf die Empore (Frauen) gelangten. Neben dem Vorraum gab es noch einen Abstellraum. Über dem Männereingang befindet sich die bis heute erhaltene Sandsteinplatte. Sie zeigt den Psalmvers (Ps 118,26 ): „Gelobet sei, der da kommt im Namen des HERRN! Wir segnen euch, die ihr vom Hause des Herrn seid.“ Die Rückwand des Thoraschreins ist hingegen zerstört. An ihrer Stelle befindet sich heute der Hauptzugang zu dem Gebäude. Die Gemeinde ließ anlässlich der Renovierungsarbeiten 1986 den Schriftzug „Du aber, HERR, bleibst ewiglich und dein Name für und für.“ auf dem Türsturz anbringen.
Der Innenraum ist 11,40 Meter lang und 8,8 Meter breit und war ursprünglich reich bemalt. Die Frauenempore befand sich im Westen, die Bima im Zentrum des Betsaales. Die Mikwe befand sich in einem etwa 300 Meter entfernten Haus an der Staustraße, wurde jedoch schon weit vor 1919 nicht mehr genutzt.